# .pl
 је највиши Интернет домен државних кодова (ccTLD) за Пољску, кога администрира NASK, пољска организација за истраживање и развој. Она је један од оснивача Савета за регистре европских највиших Интернет домена (CENTR).

## Историја
домен је направљен 1990. године, након ублажавања COCOM ембарга на технолошку сарадњу са пост-комунистичким земљама. Први поддомен је био , који припада Вроцлавском универзитету технологије.
2003. године, уведена су интернационализована имена домена. Сада су дозвољене регистрације домена који садрже карактере из латинице, грчког алфабета, ћирилице и хебрејског алфабета.

## Другостепени домени
Постоји више функционалних и географских домена. Најпознатији су:
- ,  – комерц

Многи регистранти више воле да праве своје другостепене домене, директно испод  — од 2006. године, регистровано је преко 250.000 таквих домена.